# Dulce Navidad
Dulce Navidad es el álbum debut de la banda argentina de Punk rock Attaque 77, publicado en 1989 por Radio Trípoli Discos

## Detalles
Dulce Navidad fue editado a principios de 1989. Inicialmente la intención fue lanzarlo a fines de diciembre de 1988 (de allí el nombre), pero dicha edición se demoró un poco debido a los cortes de luz constantes que había en ese entonces y no pudo salir al mercado sino hasta marzo de 1989. El álbum cuenta con tan solo 7 canciones, además fue editado con dos portadas diferentes. Fue grabado en solo 40 a 60 horas de grabación aproximadamente, dado los diferentes horarios libres de los músicos. Paralelamente, Ciro seguía trabajando en la confitería "Los Dos Chinos" y casi no disponía de tiempo libre.
Este el primer álbum oficial de la banda, previamente Attaque 77 había tenido una participación discográfica en el compilado Invasión 88, integrado por varias bandas de la escena punk locales. El disco fue producido por Michel Peyronel, baterista de Riff, para Radio Trípoli. Cuenta con la particularidad que para aquel entonces Federico Pertusi era el cantante, y su hermano, Ciro Pertusi (ex cantante y guitarrista rítmico de la banda), en aquella formación era el bajista.
Las canciones más apreciadas del disco son «Gil», «Caminando por el microcentro» (Dedicada a la actriz Edda Bustamante) y «Hay una bomba en el colegio».

## Lista de canciones
| # | Canción                                  | Intérprete original y/o compositores | Duración |
| - | ---------------------------------------- | ------------------------------------ | -------- |
| 1 | Hay una bomba en el Colegio              | Ciro Pertusi                         | 02:09    |
| 2 | Me volviste a engañar                    | Ciro Pertusi, Martínez               | 02:11    |
| 3 | Gil                                      | Ciro Pertusi                         | 02:25    |
| 4 | Papa llegó borracho (Navidad)            | Ciro Pertusi                         | 02:26    |
| 5 | Caminando por el Microcentro (Edda)      | Ciro Pertusi, Martínez               | 02:35    |
| 6 | Sola en la Cancha (Pasión de multitudes) | Ciro Pertusi                         | 03:22    |
| 7 | No te quiero más                         | Ciro Pertusi, Martínez               | 03:02    |

## Créditos
- Federico Pertusi - Voz
- Ciro Pertusi: Bajo y coros
- Mariano Martínez - Guitarra
- Leo De Cecco - Batería

Músicos adicionales
- Álvaro Villagra - Guitarra acústica en «Caminando por el microcentro»

- Datos: Q5313325